# Prahok

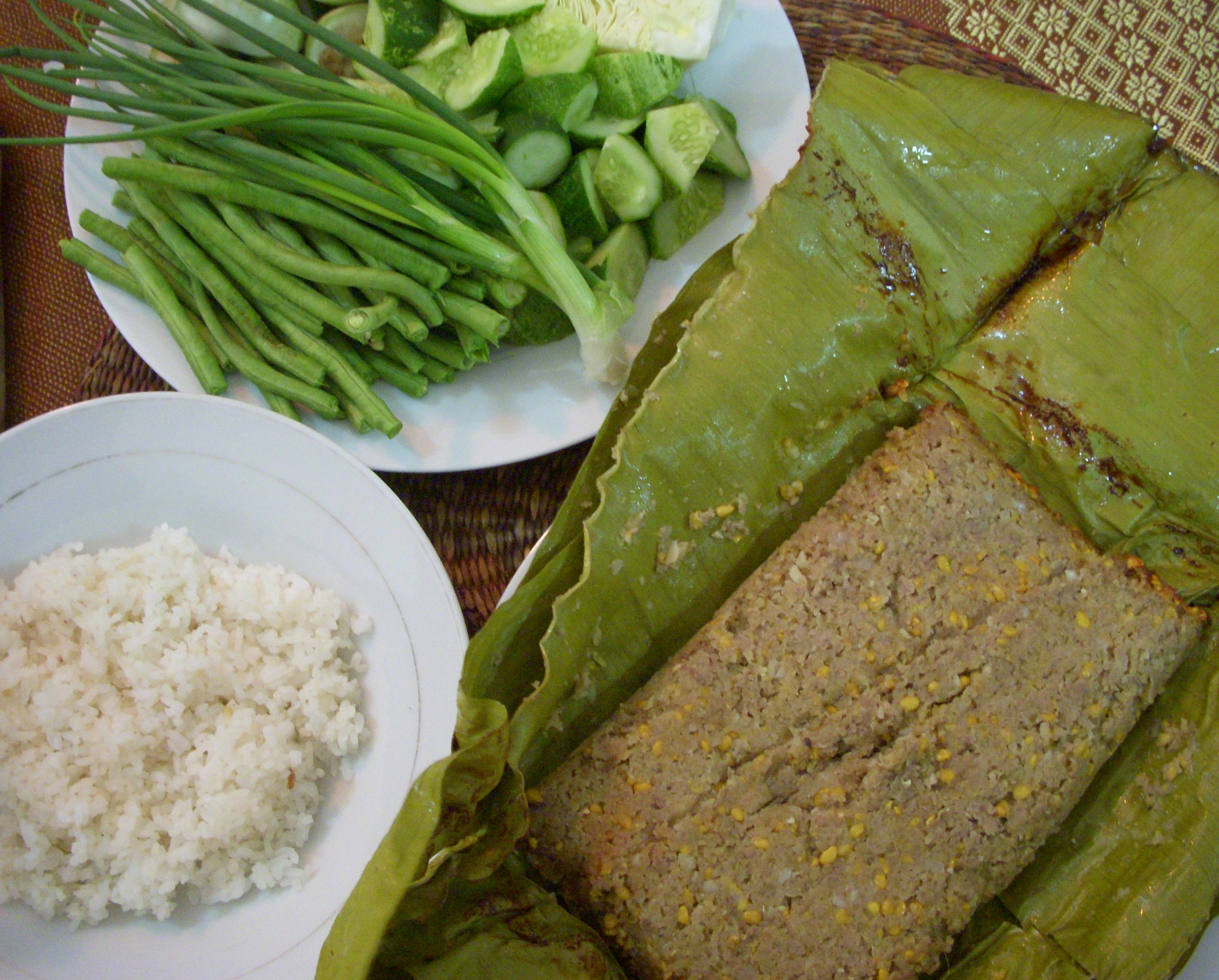
Gebratener Prahok in Bananenblättern mit grünem Gemüse und gedämpftem Reis

Prahok (Khmer: ប្រហុក) ist eine Fischpaste aus zerstoßenem, gesalzenem und fermentiertem Fisch. In der kambodschanischen Küche wird sie als Würze oder Würzsauce verwendet. Das Herstellungsverfahren entstand ursprünglich als Methode, Fisch zu konservieren, um ihn über die Monate, in denen kein frischer Fisch zu haben war, lagern zu können. Die Paste wird auf Grund ihres hohen Salzgehaltes und des kräftigen Geschmacks als Zusatz zu vielen Mahlzeiten der kambodschanischen Küche gereicht, wie etwa Suppen. Prahok hat einen starken, charakteristischen Geruch, der ihm auch den Namen „kambodschanischer Käse“ eingebracht hat. Prahok wird, vor allem in ländlichen oder armen Gegenden, gewöhnlich mit Reis gegessen und ist mit dem in Laos und dem Isan verbreiteten Pla Raa beinahe identisch.
Weil es einfach zu lagern ist und lange frisch bleibt, wird es oft von Hilfsorganisationen als Notration an die Opfer von Überschwemmungen oder Dürren ausgegeben.
Auch wenn Prahok ein von den Khmer erfundenes Gericht ist, gab es im alten Rom eine vergleichbare Würzsauce namens Garum. Aber auch heute gibt es in Europa noch vergleichbare Speisen, wie etwa Pissalat aus Frankreich.

## Die Herstellung von Prahok
Prahok wird aus frischem Fisch hergestellt. Üblicherweise wird das Endprodukt umso wertvoller, je größer die verwendeten Fische sind. Prahok, das aus selteneren Sorten gewonnen wird, gilt als teure Delikatesse. Billigere Sorten werden beispielsweise aus Fadenfischen gewonnen.
Um Prahok herzustellen, muss frischer Fisch zunächst entschuppt, ausgenommen und gesäubert, anschließend noch zerstoßen oder zermahlen werden. Dies geschieht entweder traditionell, indem der Fisch mit den Füßen zerstampft wird oder, in neuerer Zeit, auch maschinell. Nachdem der Fisch zerkleinert wurde, wird er einen Tag der Sonne ausgesetzt, dann gesalzen und schließlich in Gefäßen mit Salz versiegelt.
Prahok muss zumindest 20 Tage lang fermentiert werden, aber qualitativ hochwertigeres wird oft bis zu drei Jahren gelagert.

## Arten von Prahok

### Frittiertes Prahok
Prahok jieng  (Khmer: ប្រហុកចៀន) Diese Zubereitungsart von Prahok ist die beliebteste. Das Prahok wird meistens zusammen mit Fleisch (vor allem Schweinefleisch und Rindfleisch), sowie Chilis gegessen. Aber auch in Kombination mit Dips, Gemüsesorten wie Gurke oder Aubergine, sowie Reis kann es verzehrt werden.

### Bedecktes Prahok
Prahok gop Bei dieser Art der Zubereitung wird das Prahok mit Bananenblättern bedeckt und unter einer Schicht Steine, auf der ein Feuer entzündet wird, gegart.

### Rohes Prahok
Prahok chow (Khmer: ប្រហុកឆៅ) Diese Sorte Prahok eignet sich gut dafür, zusammen mit Zitronengras, Limettensaft, frischen Chilis und Auberginen zu einer Würzpaste vermischt zu werden, die gerne zu Steaks gegessen wird. Aber auch als Dip für Gemüse oder Früchte eignet sie sich.